# Ibrahim Ghanem
Mahmoud Ibrahim Hamed Hassan Ghanem (arabiska: إبراهيم غنيم), född 17 april 1995, är en egyptisk-fransk brottare som tävlar i grekisk-romersk stil.

## Karriär
Vid EM 2025 i Bratislava tog Ghanem delat guld i 72 kg-klassen med ungerske Levente Lévai.